# Sur Oscura
La Sur Oscura es la principal barra brava del Barcelona Sporting Club, originario de la ciudad de Guayaquil. Fue fundada el 13 de septiembre de 1995, tras la agrupación de varios exmiembros de otras pequeñas barras del equipo ya extintas.  Es la barra más grande del Ecuador
La Sur Oscura es, además, considerada como la más peligrosa agrupación de hinchas a nivel nacional junto con la Boca del Pozo de Emelec.
Además actualmente la Sur Oscura cuenta con una estructura conformada por agrupaciones denominadas, columnas y filiales en cada provincia del país.

## Historia

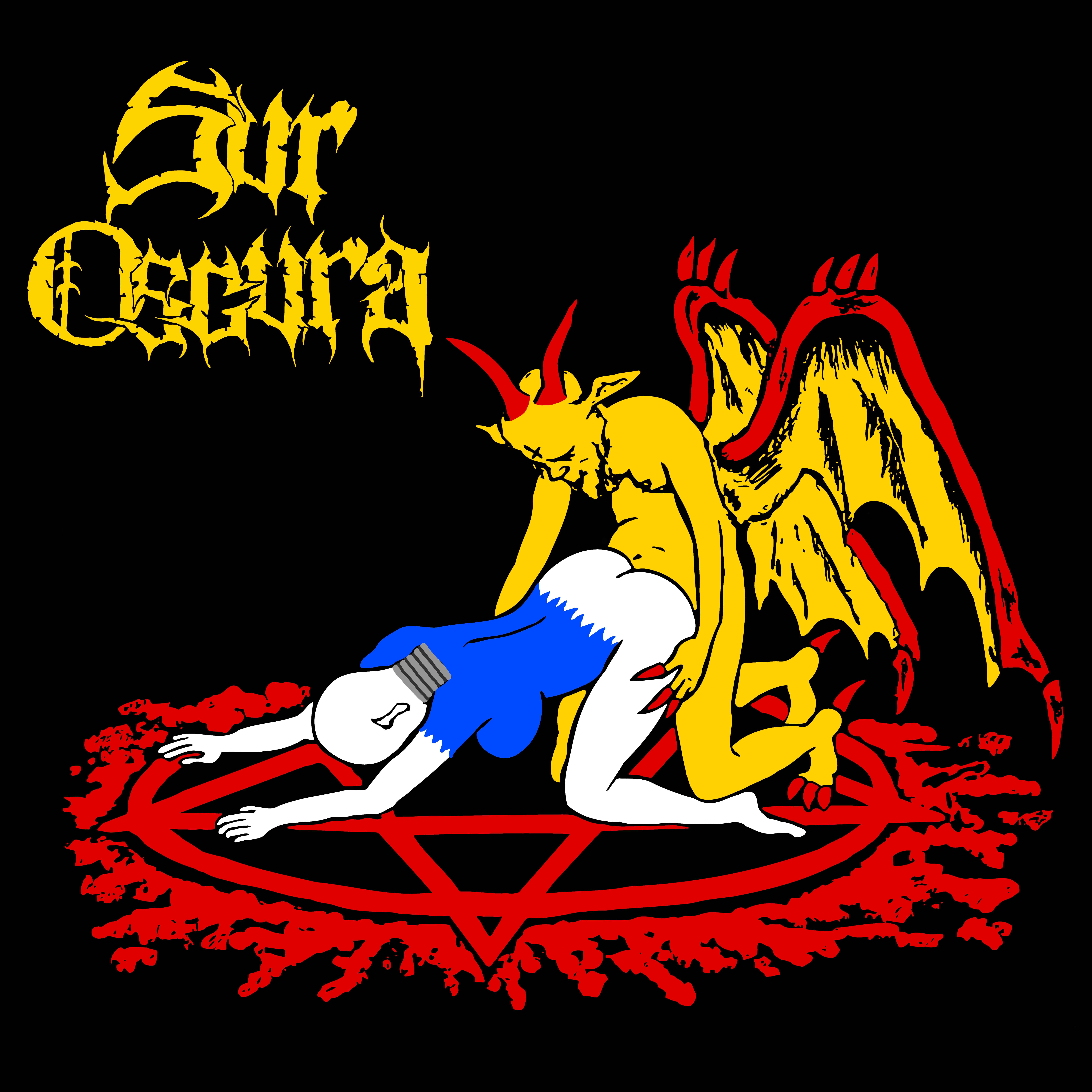
Sur Oscura Logo Alterno

Sur Oscura Logo Alterno

En 1995, varios hinchas y amantes del Heavy Metal se empezaron a agrupar en una parte de la localídad conocida como "General Sur" (en la parte sur del estadio) y allí se establecieron de manera periódica durante los partidos de local del Barcelona.
La mayoría de ellos como: Ricardo Calero, Kleber Alvarado, Dennis Montero, Omar Salazar, entre otros provenían de varias agrupaciones a las que pertenecían, tales como Unión Amarilla de Tribuna oeste y Unión toreros de General sur (hasta su desintegración para formar la Sur Oscura)
Varios nombres se presentaron como propuestas, tales como: Mancha Amarilla o Tormenta Amarilla; sin embargo, debido a su ubicación en la General Sur y el uso de camisetas negras que eran  características de ellos decidieron nombrar a la barra como Sur Oscura.
En 2006, la Sur Oscura causaron la suspensión del Clásico del Astillero hasta el siguiente día restando 20 minutos para el final del partido. En un clásico disputado durante la segunda fase del Campeonato 2007 una confrontación en la que usaron bengalas como armas causó la muerte un hincha del Emelec. En marzo de 2010, se registra la muerte de un hincha quien falleció luego de ser golpeado brutalmente por hinchas del Emelec.
Por otra parte, las diferencias entre sus propios miembros han causado serios incidentes.

Bandera insigne de la Sur Oscura

## Interna
El domingo 5 de febrero de 2017. Se disputaba un partido entre el cuadro canario y el equipo ambateño Macará. Aproximadamente al minuto 11 del primer tiempo, inició una pelea entre los mismos miembros de la barra (presuntamente por problemas relacionados con el dinero). El árbitro Roddy Zambrano se vio obligado a detener el encuentro debido a la magnitud de la riña. Se pudo observar hinchas lanzándose piedra los unos a otros, hubo individuos que atacaron usando armas blancas y una avalancha de personas que trataban de escapar del problema, este incidente dejó como resultado alrededor de 50 heridos. 20 minutos más tarde los esfuerzos de la policía nacional por detener la pelea fueron inútiles y se dio la suspensión del encuentro. La reacción de esto fue la lluvia de insultos por parte del resto del estadio hacia los miembros de la Sur Oscura quienes celebraban la suspensión del encuentro y la violencia. Luego de este altercado se dio la sanción de clausurar el estadio por 3 fechas. El presidente del club José Francisco Cevallos ante la situación decidió expulsar a la barra del estadio catalogando que era un grupo de delincuentes que perjudicaban al equipo y traían violencia al escenario deportivo.
El inicio de esta riña fue por grupos o columnas expulsadas en el año 2015 y entre el 2016.
Meses después del incidente el presidente de Barcelona Sporting Club José Francisco Cevallos manifestó que el apoyo de la hinchada es incondicional ya que se lo demostró en la Copa Conmebol Libertadores Brigestone y dijo que se permitiría el ingreso de la barra pero sin instrumentos ni banderas grandes. La murga de la barra se está ubicando momentáneamente en la zona de preferencia ya que después de varias reuniones se llegó a un acuerdo de paz.